# Abu Qaswarah
Abu Qaswarah eller Abu Sara, född 1965 i Fès, Marocko, död 5 oktober 2008 i Mosul, var en marockansk-svensk islamist. Han beskrevs av USA som andreman i al-Qaida i Irak och dödades i eldstrid med amerikanska styrkor i Mosul i norra Irak den 5 oktober 2008.